# Lomariopsis japurensis
Lomariopsis japurensis är en ormbunkeart som först beskrevs av Carl Friedrich Philipp von Martius, och fick sitt nu gällande namn av John Smith. Lomariopsis japurensis ingår i släktet Lomariopsis och familjen Lomariopsidaceae. Inga underarter finns listade.